# Balnot-sur-Laignes
Balnot-sur-Laignes è un comune francese di 158 abitanti situato nel dipartimento dell'Aube nella regione del Grand Est.

## Società

### Evoluzione demografica
Abitanti censiti